# بني دركول
بني دركول هي قرية جبلية مغربية شمال المملكة. تنتمي بني دركول لإقليم شفشاون. تضم هذه الجماعة القروية 11.706 نسمة (إحصاء 2004).